# Шести конгрес на Илинденската организация
Шестият редовен конгрес на Илинденската организация се провежда между 12 и 14 юли 1931 година в София. На него участват делегати от централното дружество и клоновете на Илинденската организация в Царство България.
Конгресът е ръководен от председателя на Ръковното тяло на Организация Димитър Иванов. За председател на временното конгресно бюро е избран Велко Думев, а за секретари – Траян Конов и Спиро Карамфилов. За постоянно бюро на конгреса са избрани Петър Ацев (председател), Кирил Христов Совичанов (подпредседател), Никола Киров и Александър Стрезов (секретари). Комисиите са съставени както следва: 1) За проверка на пълномощията Марко Иванов, Младен Петров и Трайко Паланкалиев; 2) За изменение на устава Козма Георгиев, Лазар Томов и Георги Белев; 3) За изменение правилника на Посмъртната каса Христо Шалдев, Траян Конов и Христо Танушев; 4) За изработване на резолюциите Петър Мърмев, Панчо Тошев, Велко Думев и Димитър Поппандов; 5) За приготвяне бюджета Антон Кецкаров, Траян Конов и Александър Развигоров.
Избрано е ново Ръководно тяло в състав Кирил Христов Совичанов (председател), Петър Мърмев (съветник), Тодор Станков (секретар), Даме Наумов (касиер) и Александър Джиков (съветник). Гласувани са две резолюции и са дадени отчети. На допълнителното съвещание на настоятелството на Софийското дружество (което е и Ръководно тяло на цялата организация) са избрани двама допълнителни членове в него – Лазар Томов (подпредседател) и Христо Шалдев (съветник).
Петър Ацев, прилепски войвода, председател на Постоянното бюро закрива конгреса с думите:
| „ | Господа делегати, отъ три дни насамъ ние разглеждахме въпроситѣ, които засѣгатъ бѫдещето на нашата организация. Ние направихме изменения на устава, гласувахме правилника на посмъртната каса, най-обективно разгледахме и преценихме отчета на рѫководното тѣло, и мѫдро и при рѣдко единодушие разрешихме всички въпроси. При така завършената работа ние сме увѣрени, че новоизбранитѣ ще почерпятъ урокъ и куражъ за непосилната работа, която имъ предстои. Отъ името на Бюрото и делегатитѣ на конгреса, азъ имъ пожелавамъ ползотворна дейность. Сега, когато требва да си кажемъ „сбогомъ“ и да отидемъ при своитѣ дружества, азъ се пренасямъ въ онова минало, което ни даде качеството на илинденци. Предъ менъ сѫ ликовете на онѣзи, които сложиха своитѣ кости за дѣлото на родината, високо носейки знамето на ВМРО. Предъ менъ сѫ сѣнкитѣ на онѣзи, които ни водиха въ неравната борба съ такъвъ устремъ, съ такава голѣма увѣреность. И ние, които по една щастлива случайность останахме живи, за да бѫдемъ живъ примѣръ на младото поколѣние, увѣренъ съмъ, че нѣма да дадемъ поводъ за съмнение, че идеалътъ, на който посветихме нашитѣ младини, може да бѫде забравенъ. Тоя великъ идеалъ е подетъ днесъ отъ по-самоотвержени младежи, които сѫ гордостьта на народа ни. Приветъ, млади юнаци, ние ви изпращаме нашето „дерзайте!“... Знамето, което днесъ носитѣ вие, а вчера ние, вѣрвайте, вѣрваме и ние, ще бѫде огрѣно отъ свободата на родината ни. Вие сте свѣтците, които носите идеала и заветитѣ на Гоце, Даме и много още великани, чиито гробове сѫ тамъ, въ родната земя. Нека всички извикаме: „Да живѣятъ младежитѣ — нашитѣ достойни последователи! Да живѣятъ новитѣ герои на Македония! Дерзайте млади хора! Само чрезъ борбата ще видите свободна родината ни. И ние ще правимъ всичко, за да подкрепимъ тая борба. Да живѣе свободна Македония! | “ |